# Persicaria japonica
Persicaria japonica är en slideväxtart som först beskrevs av Meissn., och fick sitt nu gällande namn av Takenoshin Nakai. Persicaria japonica ingår i släktet pilörter, och familjen slideväxter. Inga underarter finns listade i Catalogue of Life.